# Charles Holland
Charles Alfred Holland (Aldridge, West Midlands, 20 de setembre de 1908 - 15 de desembre de 1989) va ser un ciclista anglès que fou professional entre 1937 i 1939.
Abans, com a amateur, va prendre part en dos Jocs Olímpics. El 1932 a Los Angeles va guanyar una medalla de bronze en la prova de persecució per equips, junt a Frank Southall, William Harvell i Ernest Johnson. En aquests mateixos Jocs va prendre part en dues proves més: la contrarellotge per equips, en què acabà quart, i la contrarellotge individual, en què fou quinzè. El 1936 a Berlín va disputar dues proves sense èxit.
Un cop fet el pas a professionals es convertí en un dels dos primers ciclistes anglesos en disputar el Tour de França, el 1937, en què abandonà en el tercer sector de la 14a etapa.
Amb l'esclat de la Segona Guerra Mundial va posar punt-i-final a la seva carrera esportiva. El 2007 es va publicar una biografia seva, Dancing Uphill.